# Christian Haller

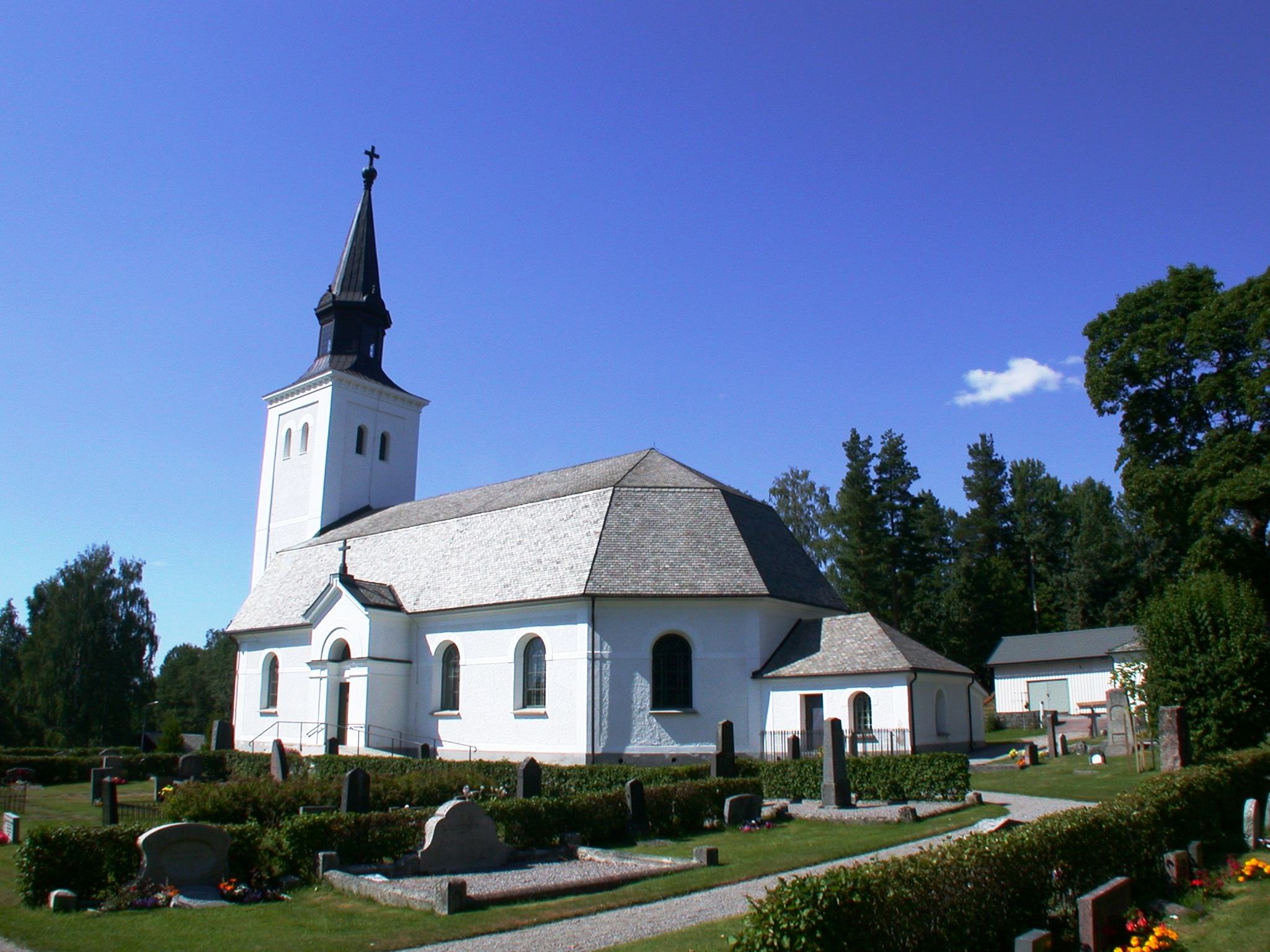
Glava kyrka, uppförd av Haller

Christian Haller var en murmästare som flyttade till Karlstad från Sachsen 1720. Han uppförde flera byggnader med tjocka murar och kraftiga stenvalv i Sverige.
I Karlstad ledde han 1723-1730 arbetet med att bygga upp Karlstads nya domkyrka, efter den stora stadsbranden där 1719. Senare ledde han också arbetet med nya kyrkor i främst Nedre Ullerud, Gräsmark och Glava i Värmland. Hans ritningar har troligen också legat till grund för en ombyggnad av Grava kyrka norr om Karlstad.
Han kunde också ha kommit i fråga för att slå nya valv i Vårfrukyrkan i Skänninge, vid den välbehövliga renoveringen där efter stormar och blixtoväder. Men man valde istället att slå nya valv i trä i den medeltida kyrkan.